# Gouden Handen

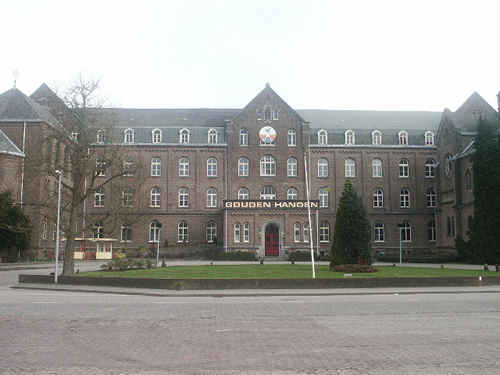
's-Heerenberg: klooster Don Rua in 2007, nog met geveltekst: "Gouden Handen"

Gouden Handen was tussen 1975 en 1999 een grootschalig centrum voor amateurkunst in het stadje 's-Heerenberg in de provincie Gelderland. Het stond bekend als 'het grootste creativiteitscentrum voor amateurs ter wereld' en was gevestigd in het voormalige klooster Don Rua, waarin eerder ook de voorloper van het Wereldmuseum Berg en Dal gevestigd was geweest.

## Jaartallen
1949 De eerste Gouden Handen tentoonstelling vindt plaats in Ede, georganiseerd door de Edese Commerciële Club. In tenten op het terrein achter bioscoop De Reehorst exposeren honderden deelnemers hun creatieve werkstukken. In de tien dagen dat de manifestatie duurt trekt deze meer dan 100.000 bezoekers. Gerth Hazeleger (1918) is een van de organisatoren.
1971-1973 Gerth Hazeleger en Johan Lens (1947) ontwikkelen plannen voor een permanent podium voor amateurkunstenaars, met als missie het bevorderen van sociale contacten door middel van creativiteit. Ze nemen in 1973 de naam Gouden Handen over van de organisatoren van de manifestatie Gouden Handen 1970 in Ede (Gld) en richten vervolgens samen met Edenaar Henk van den Brink, eveneens betrokken bij de editie van 1949, de Stichting Gouden Handen op.
1974 Monferande B.V koopt Don Rua, het voormalige seminarie van de Salesianen. De Stichting Gouden Handen neemt de inrichting van het immense gebouw op zich. Met de Heidemij uit Arnhem wordt een contract gesloten voor de aanleg en exploitatie van een tuincentrum. Hazeleger en Lens benaderen Leo Uittenbogaard uit Den Haag (oud-hoofdredacteur van Wereldkroniek en journalist, maar door een burn-out in de WAO terechtgekomen) met het verzoek toe te treden tot de Stichting en de Public Relations op zich te nemen. Hij aarzelt maar laat zich uiteindelijk overtuigen als Johan Lens hem het klooster laat zien en het op dat moment enige werkstuk: het oude Schiphol geheel op schaal nagebouwd door de heer Buys uit Landsmeer. Een groep kunstenaars uit de Achterhoek en Arnhem (waaronder de later beroemd geworden Bennie Jolink van de popgroep Normaal) begint aan de uitbeelding van de creatieve ontwikkeling van de mens in de kloostergewelven. Het idee komt van Jaap Veth, destijds directeur van de provinciale VVV te Arnhem. De artistieke leiding wordt verzorgd door Marius van Beek uit Oosterbeek. In de kloostertuin verrijst een 'prehistorisch dierenpark' met levensgrote modellen van dinosauriërs en uitgestorven grote zoogdieren uit het Tertiair.
1975 Mr. W.J. Geertsema – toenmalig commissaris van de Koningin in Gelderland – opent Gouden Handen. In de immense ruimtes worden producten van vrijetijdsbesteding tentoongesteld. Marius Prein uit Doetinchem heeft een poppentheater ingericht. Heel bijzonder is de 'Collectie Coldewijn' van spoorwegminiaturen. Ook de toen nog onbekende kaarsenbewerker Frits Spies uit Leeuwarden komt in Gouden Handen waar hij beeldhouwwerkjes van kaarsenwas maakt. In de oude kloosterkapel vervaardigt fotograaf Hans Vermeer in opdracht van Kodak Nederland een diashow met bewegende beelden getiteld Mens en Wereld. Als gevolg van een hartinfarct moet Gerth Hazeleger eind 1975 al zijn activiteiten beëindigen. Leo Uittenbogaard wordt voorzitter van de Stichting Gouden Handen, Johan Lens wordt secretaris/penningmeester, Herman Oosterman uit Rijswijk treedt toe als bestuurslid. Monferande BV wordt failliet verklaard, de Nederlandse Crediet Bank neemt het klooster over en verhuurt het aan de Stichting Gouden Handen. Johan Lens voert de dagelijkse leiding en is verantwoordelijk voor de conceptbewaking.
1978 Circa 300 poppenmaaksters en -makers reageren met inzendingen voor de expositie onder het thema 'De Pop in Gouden Handen'. De spectaculaire inrichting wordt verzorgd door Harry Polder, regisseur van de Sleeswijk Revue. Johan Lens weet de rechten van de Engelse film The Silent Witness te bemachtigen en bereidt onder meer in Turijn een tentoonstelling over 'De Lijkwade van Turijn' voor. Op 12 december 1978 is de opening en ondanks het barre winterweer komen meer dan 10.000 bezoekers van heinde en verre om de film en de replica van het beroemde doek te zien. Verder vindt er een Nederlands-Duitse postzegeljeugdtentoonstelling plaats.
1979 14 september: Wegens een diepgaand conflict met Leo Uittenbogaard over de toekomstige inhoudelijke koers van Gouden Handen verlaat Johan Lens het project.
1985 Het eerste nummer van Venster op de nieuwe tijd verschijnt. Dit is een nieuwsbrief van de Stichting Evolutie, geschreven door Leo Uittenbogaard. Uittenbogaard is ook bekend als schrijver van het boek Jeus, waarin hij vertelt over de oud-'s-Heerenbergenaar Jozef Rulof. In het boek staan schetsen van Anton Pieck. Er worden in 1985, 1986 en 1989 tweedaagse paranormale en alternatieve manifestaties gehouden. Alleen al de eerste drie trekken 15.000 mensen.
1989 Het Planetarium uit Apeldoorn komt in Gouden Handen.
1993 Het echtpaar Lohmann krijgt het roer in handen in Gouden Handen, en Frits Spies moet vertrekken. Hij vestigt zich in Baarle-Hertog waar zijn kaarsen van april 1997 tot augustus 2003 meer dan 100.000 bezoekers trekken.
1994 De permanente kermis van de familie Chris van Otterloo moet wijken voor woningbouw.
1995 Leo Uittenbogaard overlijdt. Hij wordt de grote leider van het Creatief Centrum Gouden Handen genoemd.
1996 Optreden van de genezeres Jomanda (Joke Damman) die een rotsvast geloof heeft in Jeus Rulof.
1999 Gouden Handen gaat dicht. De laatste paranormale manifestatie trekt een uitzonderlijk hoog aantal bezoekers.
2000 Drs Johan Hendrik Albert Lohmann verkoopt Gouden Handen voor 5,5 miljoen gulden aan Woonzorg Nederland.
2007 Woningcorporatie Woonzorg Nederland presenteert een plan voor de renovatie van het klooster; het plan behelst een verbouwing tot 47 woningen voor senioren en een aantal ruimten met een culturele of recreatieve bestemming.
2009 De Gemeente Montferland bereikt een akkoord met de woningcorporatie Woonzorg Nederland voor de renovatie van het klooster; in het woon-zorgcomplex wordt ruimte vrijgemaakt voor een gemeentelijke publieksbalie.
2012 Officiële start van de verhuur van de bij de renovatie ingerichte appartementen.